# El Presente Tour
El Presente Tour o también llamada "Gira Desenchufada" es la tercera gira mundial de la cantante, compositora mexicana Julieta Venegas, después de presentar su MTV Unplugged grabado el 6 de marzo de 2008 en los Estudios Churubusco y presentado el 10 de junio. En esta gira se presentó en México, Latinoamérica, Brasil, Estados Unidos y por varias parte de Europa. 

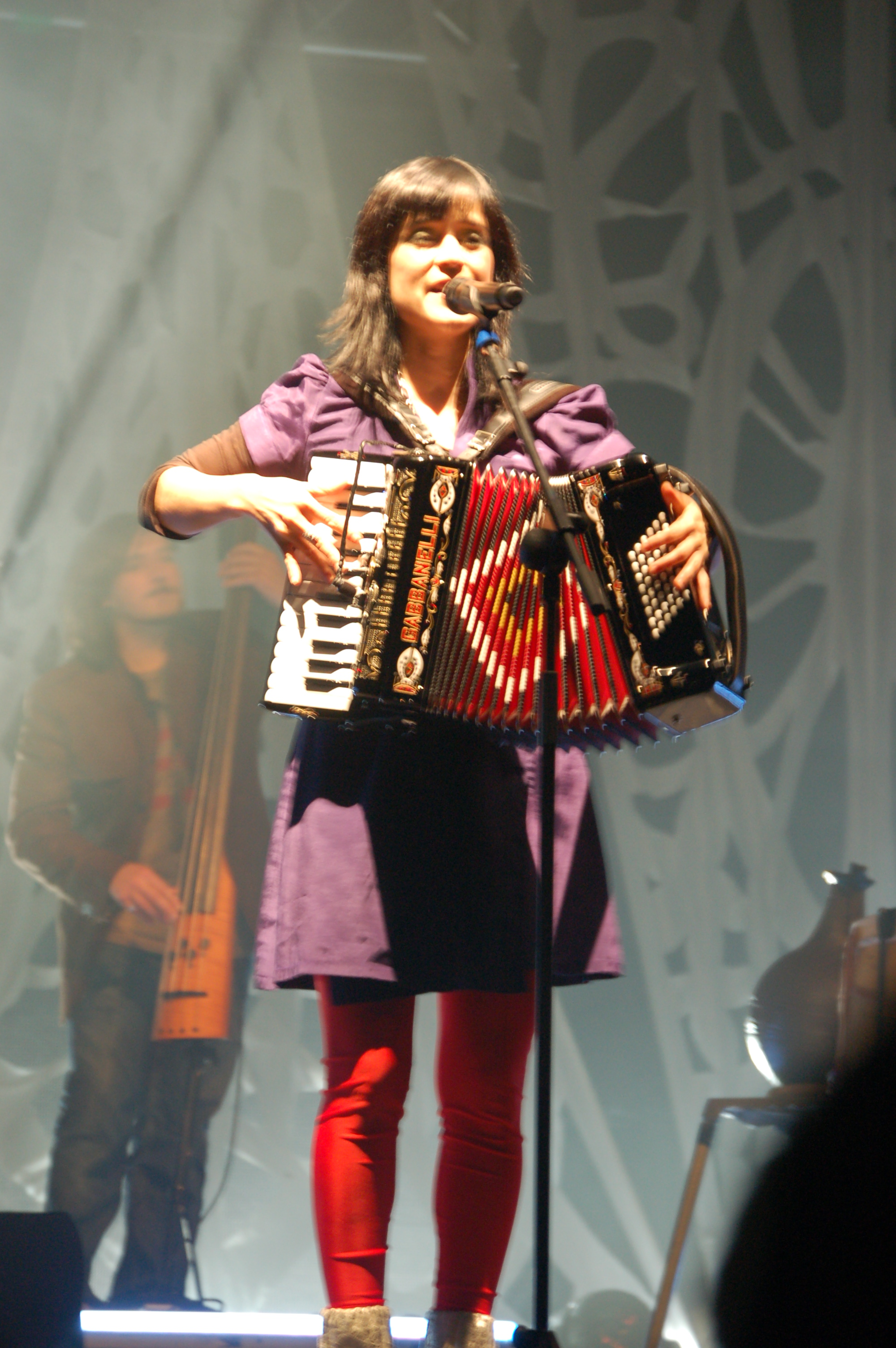
Julieta tocando en Lugo, España

## Desarrollo
Esta gira como la definía Julieta era una "Gira Desenchufada" un nuevo concepto para ella, sin tantos cables ni electricidad al hacerla acústica.
El 6 de julio, Venegas inició oficialmente la gira mundial en Durango, México, y luego siguió con Boston y Nueva York. Luego de algunos conciertos más en Estados Unidos, se presentó en Chile, Perú, Uruguay y Argentina para después llevar su música a rincones del Viejo Continente como España, Suiza e Inglaterra.
Previo al inicio oficial de su gira El Presente, Julieta Venegas ofreció un miniconcierto gratuito el sábado 5 de julio, en un centro comercial al sur de la Ciudad de México, a sus fanes patrocinado por la marca de teléfonos celulares "Sony Ericcson" ya que por parte de ser su imagen lanzaron un teléfono celular edición especial que contenía vídeos, canciones y wallpapers de su MTV Unplugged. Al igual que fue uno de sus patrocinadores de esta gira.
Con la promoción de su MTV Unplugged, Julieta se presentó por segunda vez en el Auditorio Nacional de la Ciudad de México y tuvo su primer show en Londres. Fue invitada para participar del concierto oficial de la 15a. edición del Premio Nobel de la Paz en la ciudad de Oslo, capital de Noruega, donde interpretó las canciones "Algún Día" y "El Presente".
Julieta Venegas terminó las presentaciones de su exitosa gira mundial El Presente Tour, presentándose por primera vez en la ciudad Río de Janeiro, Brasil.

## Lista de canciones
1. "Limón y Sal"
2. "Algo Está Cambiando"
3. "Sería Feliz"
4. "Ilusión"
5. "Lento"
6. "Mírame Bien"
7. "Amores Perros"
8. "Mira la Vida"
9. "Eres Para Mí"
10. "Lo Que Pidas"
11. "Cómo Sé"
12. "De Qué Me Sirve"
13. "Algún Día"
14. "Canciones de Amor"
15. "De Mis Pasos"
16. "Primer Día"
17. "El Presente"
18. "Sin Documentos"
19. "Me Voy"

Encore:
1. "Esta Vez"
2. "Andar Conmigo"

## Fechas
| América del Norte        |                  |                      |                                             |                   |
| 5 de julio de 2008       | Ciudad de México | México               | Palacio de los Deportes                     |                   |
| 6 de julio de 2008       | Ciudad de México | México               | Durango                                     | Teatro Del Pueblo |
| 7 de julio de 2008       | Feria de Durango | México               | Durango                                     |                   |
| 10 de julio de 2008      | Boston           | Estados Unidos       | Royale Boston                               |                   |
| 12 de julio de 2008      | Nueva York       | Estados Unidos       | Central Park Summer Stage                   |                   |
| 19 de julio de 2008      | Tijuana          | México               | El Foro                                     |                   |
| 27 de julio de 2008      | Veracruz         | México               | Boca Del Río                                |                   |
| 1 de agosto de 2008      | Guadalajara      | México               | Teatro Diana                                |                   |
| 7 de agosto de 2008      | Denver           | Estados Unidos       | Ogden Theater                               |                   |
| 8 de agosto de 2008      | Las Vegas        | Estados Unidos       | The Joint                                   |                   |
| 9 de agosto de 2008      | Los Ángeles      | Estados Unidos       | Home Depot Center (Reventón Super Estrella) |                   |
| América del Sur          |                  |                      |                                             |                   |
| 21 de agosto de 2008     | Montevideo       | Uruguay              | Palacio Peñarol                             |                   |
| 23 de agosto de 2008     | Buenos Aires     | Argentina            | Teatro Gran Rex                             |                   |
| 24 de agosto de 2008     | Buenos Aires     | Argentina            | Teatro Gran Rex                             |                   |
| 26 de agosto de 2008     | Santiago         | Chile                | Espacio Riesco                              |                   |
| 28 de agosto de 2008     | São Paulo        | Brasil               | Auditório Ibirapuera                        |                   |
| 30 de agosto de 2008     | Córdoba          | Argentina            | Vieja Usina                                 |                   |
| América del Norte        |                  |                      |                                             |                   |
| 4 de septiembre de 2008  | San Luis Potosí  | México               | Feria de San Luis Potosí                    |                   |
| 5 de septiembre de 2008  | Guanajuato       | México               | Calzada de las Artes                        |                   |
| 9 de septiembre de 2008  | Washington       | Estados Unidos       | Kennedy Center                              |                   |
| 11 de septiembre de 2008 | New York         | Estados Unidos       | Nokia Time Square                           |                   |
| 13 de septiembre de 2008 | Chicago          | Estados Unidos       | Aragon Theater                              |                   |
| 18 de septiembre de 2008 | Ciudad de México | México               | Auditorio Nacional                          |                   |
| Europa                   |                  |                      |                                             |                   |
| 21 de septiembre de 2008 | Murcia           | España               | Auditorio Parque de Fofo                    |                   |
| 24 de septiembre de 2008 | Madrid           | España               | Palacio Municipal de Congresos              |                   |
| 25 de septiembre de 2008 | Barcelona        | España               | Espacio MoviStar                            |                   |
| 26 de septiembre de 2008 | Barañáin         | España               | Auditorio Barañáin                          |                   |
| 28 de septiembre de 2008 | Zúrich           | Suiza                | Volkshaus                                   |                   |
| 2 de octubre de 2008     | Valencia         | España               | Plaza de Toros de Valencia                  |                   |
| 4 de octubre de 2008     | Lugo             | España               | Plaza Ramón Ferreiro                        |                   |
| 5 de octubre de 2008     | Londres          | Reino Unido          | Shepherds Bush Empire                       |                   |
| América del Norte        |                  |                      |                                             |                   |
| 10 de octubre de 2008    | Los Ángeles      | Estados Unidos       | Nokia LA Theater                            |                   |
| 11 de octubre de 2008    | San Francisco    | Estados Unidos       | The Warfield                                |                   |
| 17 de octubre de 2008    | Hermosillo       | México               | Expoforum                                   |                   |
| 18 de octubre de 2008    | Mexicali         | México               | Fiesta Del Sol                              |                   |
| 19 de octubre de 2008    | Monterrey        | México               | Auditorio Luis Elizondo                     |                   |
| 25 de octubre de 2008    | Mérida           | México               | Quinta Montes Molina                        |                   |
| 26 de octubre de 2008    | Atizapán         | México               | Festival Luminaria                          |                   |
| América del Sur          |                  |                      |                                             |                   |
| 29 de octubre de 2008    | Caracas          | Venezuela            | Anfiteatro del Centro Sambil                |                   |
| 30 de octubre de 2008    | Caracas          | Venezuela            | Anfiteatro del Centro Sambil                |                   |
| América Central          |                  |                      |                                             |                   |
| 1 de noviembre de 2008   | San Salvador     | El Salvador          | Estadio Mágico Gónzalez                     |                   |
| América del Norte        |                  |                      |                                             |                   |
| 7 de noviembre de 2008   | Toluca           | México               | Estadio de Béisbol Toluca 80                |                   |
| 8 de noviembre de 2008   | Mazatlán         | México               | Monumental Plaza de Toros                   |                   |
| 9 de noviembre de 2008   | San Diego        | Estados Unidos       | Spreckels Theatre                           |                   |
| 14 de noviembre de 2008  | Houston          | Estados Unidos       | Houston Arena                               |                   |
| 15 de noviembre de 2008  | Dallas           | Estados Unidos       | Palladium                                   |                   |
| 16 de noviembre de 2008  | Ciudad de Puebla | México               | Estadio de La Ciudad de Puebla              |                   |
| América del Sur          |                  |                      |                                             |                   |
| 20 de noviembre de 2008  | Quito            | Ecuador              | Teleférico                                  |                   |
| América del Norte        |                  |                      |                                             |                   |
| 25 de noviembre de 2008  | Guadalajara      | México               | Teatro Estudio Cavaret                      |                   |
| 26 de noviembre de 2008  | Laredo           | Estados Unidos       | Laredo Entertainment Center                 |                   |
| 28 de noviembre de 2008  | McAllen          | Estados Unidos       | McAllen Civic Center                        |                   |
| 29 de noviembre de 2008  | San Antonio      | Estados Unidos       | Lila Crockette Theater                      |                   |
| América Central          |                  |                      |                                             |                   |
| 1 de diciembre de 2008   | Santo Domingo    | República Dominicana | Teatro La Fiesta Hotel Jaragua              |                   |
| América del Sur          |                  |                      |                                             |                   |
| 4 de diciembre de 2008   | Quito            | Ecuador              | Coliseo General Rumiñahui                   |                   |
| 5 de diciembre de 2008   | Guayaquil        | Ecuador              | Explanada de Convenciones                   |                   |
| Europa                   |                  |                      |                                             |                   |
| 11 de diciembre de 2008  | Oslo             | Noruega              | Premio Nobel de La Paz                      |                   |
| América del Sur          |                  |                      |                                             |                   |
| 18 de diciembre de 2008  | Río de Janeiro   | Brasil               | Canecão                                     |                   |